# Darcya costaricensis
Darcya costaricensis är en grobladsväxtart som först beskrevs av Billie Lee Turner, och fick sitt nu gällande namn av Billie Lee Turner. Darcya costaricensis ingår i släktet Darcya och familjen grobladsväxter. Inga underarter finns listade i Catalogue of Life.